# トークバック
トークバック（Talk Back）とは、鉄道業界及び設備音響において、コミュニケーション用に使用されるもの。

## 鉄道用
鉄道におけるトークバックは、通常業務の際の鉄道係員同士の通話はもちろんのこと、緊急時の関係機関への速報用として、列車非常停止警報装置と併せて、重要な役割を担う、鉄道施設の一つである。高声電話機ともいう。メーカーの一つである旭光通信システムは「テレスピ」の商標で販売している。
以下のような例で用いられる。
- 鉄道駅（駅）において駅務員に尋ねたいことがあるが、駅事務室に立ち寄る時間がない旅客の通話用。
- 駅員無配置駅において、旅客が問い合わせの際に使用するもの。当該の駅員無配置駅を管理している駅員配置駅に繋がる。東日本旅客鉄道新潟支社の駅員無配置駅などによく見受けられる。
- 駅務員がプラットホーム（ホーム）監視中、線路に転落した旅客あるいは、線路上に支障物を発見したとき、トークバックを用いて、駅事務室又は信号扱い所に速報し、運転指令、さらには運転士に知らせ、事故を未然に防ぐ。
- 車両入換運転時や車両基地との入出区運転中、無線機（第三級陸上特殊無線技士程度で使える程度の物）の使用がし辛いとき、係員が無線機の代わりとしてあえて使う場合。
- 様々な理由で無線通信を使用できないとき、鉄道係員同士の連絡用に使う場合。

形状は箱の中に納まったスピーカーとマイク（利用客向けにはインターホンの子機が使われている）。たまに駅構内で一斉放送により「＊＊さん、応答願います」と鳴っているのが見かけられる。呼ばれた側は最寄りの端末から応答すればよい。

### 主な設置場所
- プラットホーム
- 操車場 (鉄道)
- 列車区・運輸区・機関区・車掌区・駅務区 など

## 設備音響

### 放送設備におけるトークバック
テレビやラジオの放送などにおいて副調整室からスタジオ・ブースへの連絡に用いられるもので、放送用の音声とは別系統になっており、放送音声に乗ることはない。一般にスタッフ間での意思疎通にはインターカムを使用する。
テレビ放送の場合、出演者が放送に流れている音声を確認するために、スタジオ側に「オンエアモニター」（「返し」とも）呼ばれるディスプレイとスピーカーが設置されており、そこからトークバックも流れている。ラジオ放送では出演者が着用しているヘッドフォンにモニターが流れるのが普通である。コントロールルーム側にもモニター用にスピーカーが設置されていて、スタッフはここから聞く。ただし、これらは施設によって差異がある。
放送局などでは必須の機能と言えるものであり、ほとんどの業務用ミキシングコンソールにはこの機能が搭載されている。

### 録音設備におけるトークバック
録音スタジオにおいても放送設備同様にコントロールルームからスタジオ及びブースに対してコミュニケーションを取るために使用する。
- 出力系統
  - スタジオ側スピーカーに対する出力
  - キューボックスあるいはカフボックスに対する出力
  - マルチトラックレコーダーに対する出力

マルチトラックレコーダーでの作業の場合、厳密にはこれをトークバックとは呼称しないが、トークバックに用いるマイクロフォン出力を録音し、演奏に関するテイク情報などをテープ上に記録する。この時にマルチトラックレコーダーに対してトークバックのマイク信号とともにコンソールから低周波信号が加算される事により、テープの早送り時に信号音として認識させることにより曲間の頭出しを容易にする工夫がなされている機器もある。
これらの出力に対してトークバック音声を出す場合、スタジオ/ブース側に設置されたマイクロフォンがトークバック音声を拾うとコントロールルーム内のモニタースピーカーとの間で鳴音現象を起こしてしまうため、トークバック使用時はモニタースピーカーの出力をカットあるいは減衰させる回路がトークバックスイッチと連動して作動する。
トークバック使用時にはコントロールルーム内のスピーカーは上記の理由でカットあるいは音量が下がるために同時双方向での通話はできない。
MAスタジオにおけるナレーション収録の場合にはバックトークあるいはリターントークバックと呼ばれるブースからコントロールルームへ直接マイクロフォン出力を再生するシステムをカフボックスの付属機構として設置する場合がある。
大型のミキシングコンソールでは更に細分化されたトークバック出力が標準で用意されているケースがある（例：ソリッドステートロジック・SL 4000/SL 6000シリーズに於けるMD（指揮者）専用出力など）
参考文献
- SolidStateLogic社4000/6000シリーズ　オペレーティング、サービスマニュアル

## Skype
ハウリングまたはポジティブフィードバックと通常呼ばれる現象、何故かネットラジオではこの言い方が定着しているようである。